# Saratower Eisenbahnbrücke
Die Saratower Eisenbahnbrücke führt im Stadtgebiet von Saratow über die Wolga.

## Beschreibung
Die etwa 1700 m lange Brücke liegt beim Dorf Ukek südlich von Saratow am Ende eines etwa 800 m langen Dammes im Flussbett. Am anderen Ufer führt ein etwa 3130 m langer Damm zum Ort Priwolschski und dem nahegelegenen Bahnhof Anisowka südlich von Engels.
Die stählerne Fachwerkbrücke überquert die Wolga mit 16 Öffnungen mit Pfeilerachsabständen von 3×66 + 160 + 130 + 190 + 130 + 190 + 130 + 160 + 6×67 m. Die Brücke selbst ist eingleisig, aber schon auf den Zufahrtsdämmen wird die Strecke wieder zweigleisig.

## Geschichte
Seit etwa 1900 bemühte sich die Rjasan-Ural-Eisenbahngesellschaft (Рязанско-Уральская железная дороги) um staatliche Mittel sowie Mittel der Stadt Saratow zum Bau einer Eisenbahnbrücke zur Verbindung ihrer beiderseits der Wolga betriebenen Strecken. Es kam jedoch zu einem Streit um die günstigste Lage der Brücke, stadtnah oder an der schmalsten Stelle der Wolga etwa 14 km stromabwärts südlich des Dorfes Ukek (gehört heute zum Stadtgebiet). Zwischenzeitlich wurden noch andere Varianten in Betracht gezogen, so dass sich das Projekt immer wieder verzögerte.
Am 25. März 1917 bestätigte die Provisorische Regierung schließlich das Projekt einer zweietagigen Eisenbahn- und Straßenbrücke in Zentrumsnähe. Doch schon im Juli 1917 befand eine Kommission, dass der Bau zweier Brücken – einer Straßenbrücke nahe der Stadt und einer Eisenbahnbrücke stromabwärts – kostengünstiger sei. Oktoberrevolution und Russischer Bürgerkrieg machten die Umsetzung zunächst wieder unmöglich, bevor nach Erörterung weiterer Varianten – so wurden auch verschiedene Tunnelvarianten vorgeschlagen – 1926 endlich die Vorarbeiten zum Bau einer stromabwärts gelegenen Eisenbahnbrücke starteten. Der eigentliche Bau begann 1930, und am 17. Mai 1935 wurde die etwa 1700 m lange Brücke dem Verkehr übergeben.
Der Bau der Brücke war langwierig und schwierig. Der Fertigstellungstermin 15. Februar 1934 konnte nicht gehalten werden. 
Die Zeitung «Саратовский рабочий» #12 (436) vom 12. Januar 1934 berichtete über Organisationsmängel beim Brückenbau und über das Platzen von Terminen bei der Montage der Fachwerkträger. Laut Zeitungsangaben war die Firma «Стальмост» mit dem Bau beauftragt. Wegen des unbefriedigenden Baufortschrittes wurde im August 1933 die Firmenleitung ausgewechselt.
Am 13. April 1934 geschah ein großes Unglück. Bei der Montage der Brückenträger kam es zu Deformationen und die Brücke fiel buchstäblich in sich zusammen. Das Unglück geschah um die Mittagszeit und die meisten Arbeiter aßen aus Gründen der Zeitersparnis direkt am Arbeitsplatz. Alle wurden in die Wolga geschleudert. Durch den Fall aus 14 m Höhe durchschlugen die Körper der Arbeiter das hier und da noch vorhandene Eis, das das Schwimmen extrem behinderte, aber das Gewicht der Arbeiter nicht tragen konnte, die versuchten, sich auf die Eisschollen zu retten. Es ertranken etwa 150 Menschen, genaue Zahlen sind in den Archiven nicht zu finden. Die offiziellen Stellen und Zeitungen jener Zeit schweigen.
Mit der Fertigstellung der Brücke stellte auch die von der Rjasan-Ural-Eisenbahngesellschaft seit 1896 betriebene Eisenbahnfährlinie ihren Verkehr ein.